# Jean Terrasson
Jean Terrasson (31 de jan de 1670 - 15 de set de 1750), também conhecido como abade Terrasson, foi um padre católico e membro da Academia Francesa. Seu sobrinho é o douto Antoine Terrasson.

## Vida
Jean Terrasson, nasceu em Lyon, na França. Em 1707 foi eleito membro da Academia Francesa. Na querela dos Antigos e dos Modernos, ficou ao lado dos modernos, através de sua Dissertação de 1715 sobre a Ilíada de Homero. Tornou-se professor de grego no College de France em 1721.
Seu romance de fantasia Life of Sethos, Taken from Private Memoirs of the Ancient Egyptians (1731), eliminou o ritual maçônico e egípcio antigo, e serviu de inspiração para a Flauta Mágica de Mozart e Schikaneder

## Trabalhos
- 1715: Dissertação crítica sobre l'Iliade de Homère .
  - 1716: Traduzido para o inglês por Francis Brerewood como Uma dissertação crítica sobre a Ilíada de Homero .
  - 1716: Prefácio traduzido para o inglês por Francis Brerewood como Um discurso de aprendizado antigo e moderno, 1716
- 1720: Lettres sur le nouveau systême des finances .
- 1731: Sethos: histoire ou vie, tirée des monumens anedotas de l'ancienne Egypte, traduite d'un manuscrit grec . Traduzido para o inglês por Thomas Lediard como The life of Sethos: Taken from private memoirs of the Ancient Egyptians
- 1754: La philosophie aplicável a tous les objets de l'esprit et de la raison ouvrage en réflexions détachées .